# Hôtel Ritz (Paříž)
Ritz Paris je hotel v Paříži, na Place Vendôme. Je považovaný za jeden z nejluxusnějších na světě. Byl založen roku 1898 švýcarským hoteliérem Césarem Ritzem (zakladatelem The Ritz-Carlton Hotel Company) a francouzským šéfkuchařem Augustem Escoffierem. 
Při stavbě byla zachována fasáda z 18. století, dílo Julese Hardouina-Mansarta, přestavbu navrhl architekt Charles Mewès. Patřil k prvním hotelům na světě, které nabízely koupelnu, telefon a elektrické světlo na pokoji. Rychle si vybudoval pověst luxusu a přilákal klientelu, která zahrnovala královské rodiny, politiky, spisovatele, filmové hvězdy a zpěváky. Několik jeho apartmá je pojmenováno na počest slavných hostů hotelu včetně Coco Chanel, která žila v hotelu třicet let. Koktejlový bar nese jméno spisovatele Ernesta Hemingwaye, který zde žil čtyři roky a střelil ve svém pokoji pistolí do záchodu, do níž předtím vhodil fotografii své třetí ženy, s níž se právě rozcházel. Za německé okupace si z hotelu udělala sídlo Luftwaffe v čele s Hermannem Göringem, který zde uchovával řadu obrazů, jež odcizil v nedalekém Louvru. Roku 1988 byla při hotelu založena gastronomická škola Ritz-Escoffier. Roku 1979 hotel koupil egyptský miliardář Mohamed Al-Fayed. 31. srpna 1997 princezna Diana a Al-Fayedův syn Dodi Al-Fayed povečeřeli v apartmá Suite Impériale, načež se vydali na cestu, během níž oba zemřeli při autonehodě. Od roku 2012 procházel hotel se 159 pokoji rekonstrukcí v hodnotě mnoha milionů eur, aby splňoval kritéria francouzské kategorie "palace". Byl znovu otevřen 6. června 2016. Jeho nejluxusnější apartmá Suite Impériale je francouzskou národní kulturní památkou. Pozoruhodná je také role hotelu ve světové kultuře. Ve zdejší zahradní kavárně psal Marcel Proust své Hledání ztraceného času. Scény z hotelu se objevují v románu Něžná je noc amerického spisovatele Francise Scotta Fitzgeralda, v Hemingwayově románu I slunce vychází, v bondovce From Russia, with Love Iana Fleminga, v Šifře mistra Leonarda Dana Browna, nebo v románu Ďábel nosí Pradu Lauren Weisbergerové. Byl také často využíván filmaři, objevuje se například v romantické komedii Odpolední láska Billyho Wildera či v kriminální komedii Jak ukrást Venuši. O osudu židovského barmana Franka Meiera z hotelového baru vypráví román Philippa Collina Barman z hotelu Ritz.